# 3972 Річард
3972 Річард (3972 Richard) — астероїд головного поясу, відкритий 6 травня 1981 року.
Тіссеранів параметр щодо Юпітера — 3,671.